# Alaudala cheleensis
Alaudala cheleensis е вид птица от семейство Чучулигови (Alaudidae).

## Разпространение
Видът е разпространен в Афганистан, Иран, Ирак, Китай, Казахстан, Киргизстан, Монголия, Русия, Северна Корея, Туркменистан, Южна Корея и Япония.